# Emmerson Nogueira
Emmerson Nogueira (Belo Horizonte, 1972. szeptember 23. –) brazil dalszerző és gitáros.

## Stúdióalbumok
- Versão Acústica – 2001 (2-szeres aranylemez[1])
- Versão Acústica 2 – 2002 (aranylemez[1])
- Versão Acústica 3 – 2003 (aranylemez[1])
- Emmerson Nogueira - Beatles – 2004 (aranylemez[1])
- Miltons, Minas e Mais – 2005
- Emmerson Nogueira: Ao Vivo − 2008 (aranylemez, platinalemez[1])
- Dreamer - 2008
- Versão Acústica 4 − 2009
- Emmerson Nogueira − 2014